# Gerbilliscus boehmi
Gerbilliscus boehmi är en däggdjursart som först beskrevs av Theophil Noack 1887.  Gerbilliscus boehmi ingår i släktet Gerbilliscus och familjen råttdjur. Inga underarter finns listade i Catalogue of Life.
Vuxna exemplar är 139 till 179 mm långa (huvud och bål), har en 190 till 234 mm lång svans, har cirka 41 mm långa bakfötter och i genomsnitt 24 mm stora öron. En individ vägde 146 g. Pälsen på ovansidan har en ockra, mörkbrun eller svartbrun färg och den är mörkast på ryggens topp. Vid axlarna och kinderna förekommer kanelbruna nyanser. Gränsen mot den vita undersidan är tydlig. Arten har stora ögon och öronen bär korta svarta hår. Denna ökenråtta saknar hår på fötternas sulor. Hos arten är svansens främre halva på ovansidan mörk och på undersidan vit. Bakre halvan är helt vit och det finns en liten tofs vid svansspetsen. Honor har fyra spenar på bröstet och två eller fyra spenar vid ljumsken.
Denna gnagare förekommer i centrala Afrika från södra Kenya och södra Uganda till centrala Zambia och norra Moçambique. Habitatet utgörs av öppna skogar, buskskogar och jordbruksmark.
Individerna vilar på dagen i underjordiska bon. De grävs själv eller de övertas från andra medlemmar av släktet Gerbilliscus eller från mullvadsgnagare. Gerbilliscus boehmi äter främst växtdelar samt några insekter. Fortplantningen sker främst under regntiden. En hona var dräktig med fem ungar. Arten jagas av olika ugglor.